# Skridflugor
Skridflugor (Micropezidae) är en familj av tvåvingar. Skridflugor ingår i ordningen tvåvingar, klassen egentliga insekter, fylumet leddjur och riket djur. Enligt Catalogue of Life omfattar familjen Micropezidae 579 arter. 

## Dottertaxa till skridflugor, i alfabetisk ordning[1][2]
- Anaeropsis
- Aristobatina
- Badisis
- Calobata
- Calobatella
- Calobatina
- Calosphen
- Calycopteryx
- Cardiacephala
- Cephalosphen
- Chaetotylus
- Cliobata
- Cnodacophora
- Compsobata
- Cothornobata
- Crepidochetus
- Cryogonus
- Erythromyiella
- Eurybata
- Globopeza
- Glyphodera
- Grallipeza
- Grammicomyia
- Hoplocheiloma
- Mesoconius
- Metasphen
- Metopochetus
- Micropeza
- Mimegralla
- Mimomyrmecia
- Musca
- Neria
- Nestima
- Notenthes
- Papeza
- Paramimegralla
- Parasphen
- Planipeza
- Plocoscelus
- Poecilotylus
- Pseudeurybata
- Ptilosphen
- Rainieria
- Scipopus
- Steyskalia
- Stiltissima
- Taeniaptera
- Tenthes
- Trepidarioides
- Zelatractodes